# Phrurotimpus truncatus
Phrurotimpus truncatus är en spindelart som beskrevs av Chamberlin och Ivie 1935. Phrurotimpus truncatus ingår i släktet Phrurotimpus och familjen flinkspindlar. Inga underarter finns listade i Catalogue of Life.